# Kejsaråsen
Kejsaråsen, (fi. Keisarinharju), tidigare Kangasalaåsen, är en ås i Kangasala kommun, Egentliga Tavastland, vilken är en fortsättning på Pynikeåsen. På båda sidor om åsen finns en mäktig vy över två sjöar, i öst Längelmävesi och i väst Roine. Dessa förenas med kanalen Kaivanto, som går genom åsen där den är som smalast, 119 m. Den uppstod, i princip på naturlig väg, 1830.
Det omkringliggande området har varit föremål turism sedan 1747 då Pehr Adrian Gadd upptäckte en hälsokälla. Åsen besöktes 1775 av Gustav III och 1819 av Alexander I av Ryssland. Den senares besök gav åsen dess namn. Ett utsiktstorn, det första, uppfördes 1881 och ett nytt blev klart år 2000.Utsiktstornet totalförstördes i en brand 11 augusti 2006.